# سوزوکی آیرو

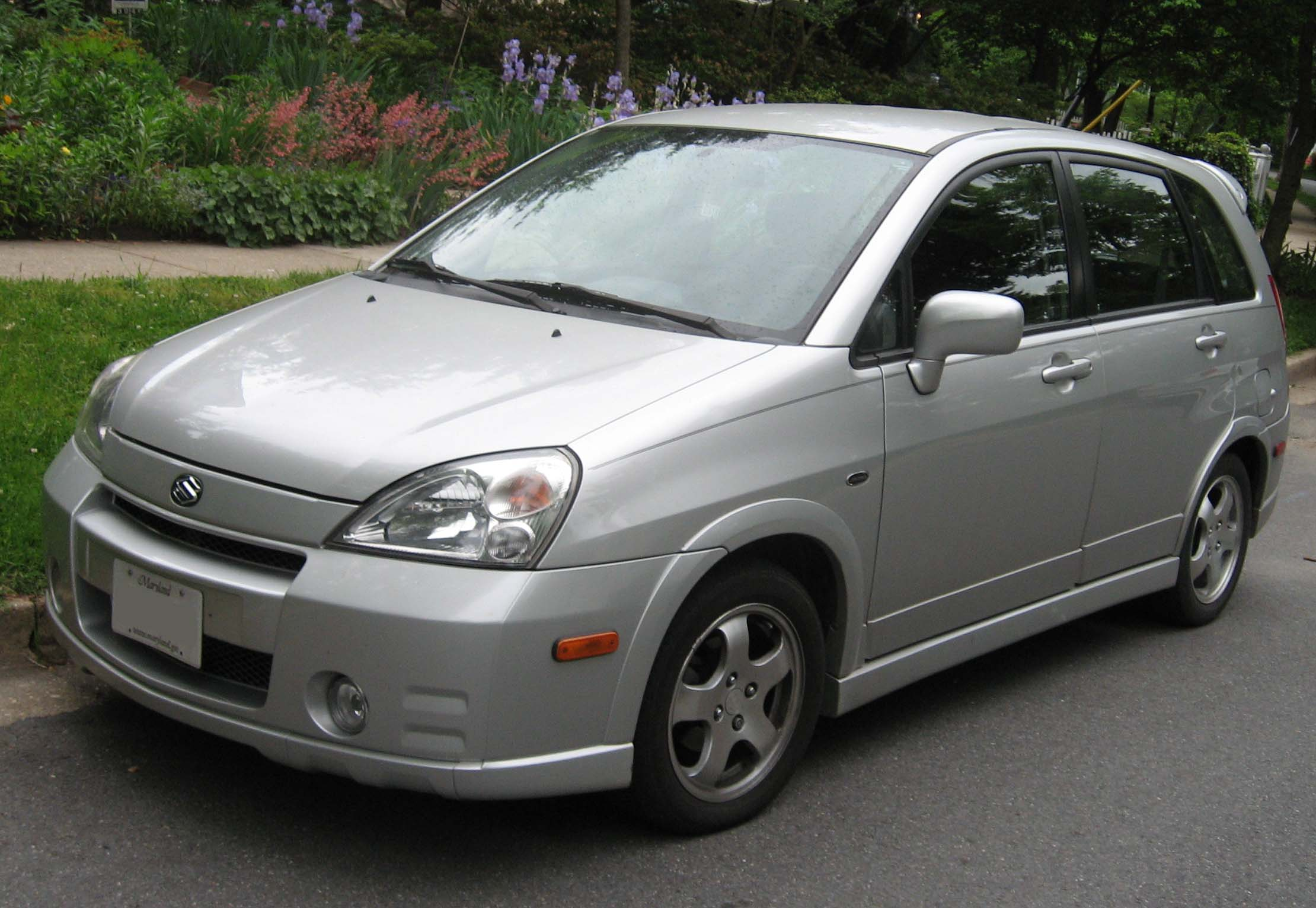

سوزوکی آیرو (Suzuki Aerio) خودرویی است که از سال ۲۰۰۱ تا ۲۰۰۷ در ژاپن، کراچی و پاکستان تولید شده‌است. طراحی آن موتور جلو، خودرو محور جلو و خودرو چهار چرخ محرک بوده طول آن در حالت طبیعی ۴٬۲۳۰ میلیمتر (۱۶۶٫۵ اینچ) و عرض آن در حالت طبیعی ۱٬۶۹۰ میلیمتر (۶۶٫۵ اینچ) است. سیستم جعبه‌دندهٔ آن ۴ دنده به دو صورت خودکار و دستی است.

## نگارخانه

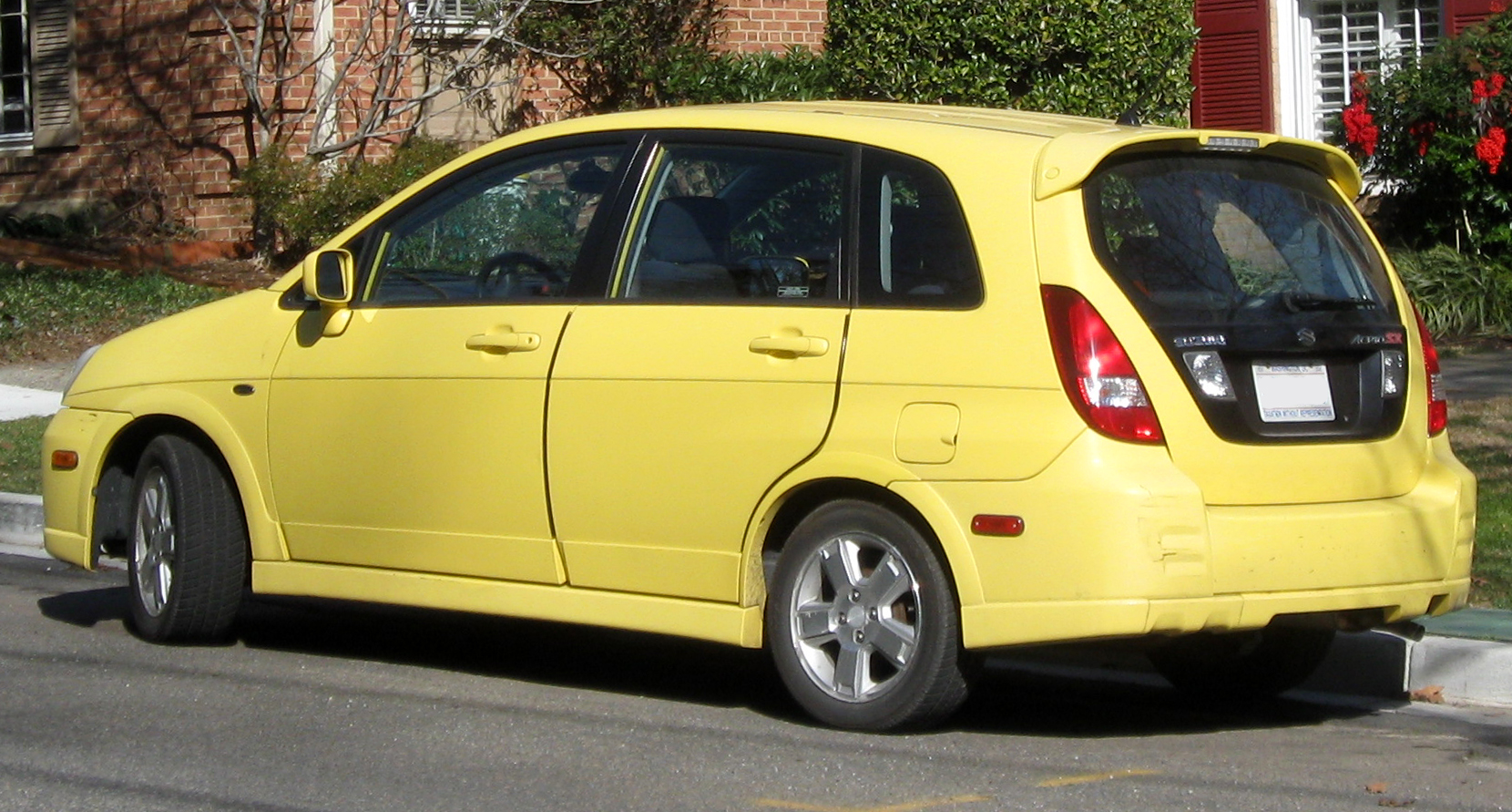
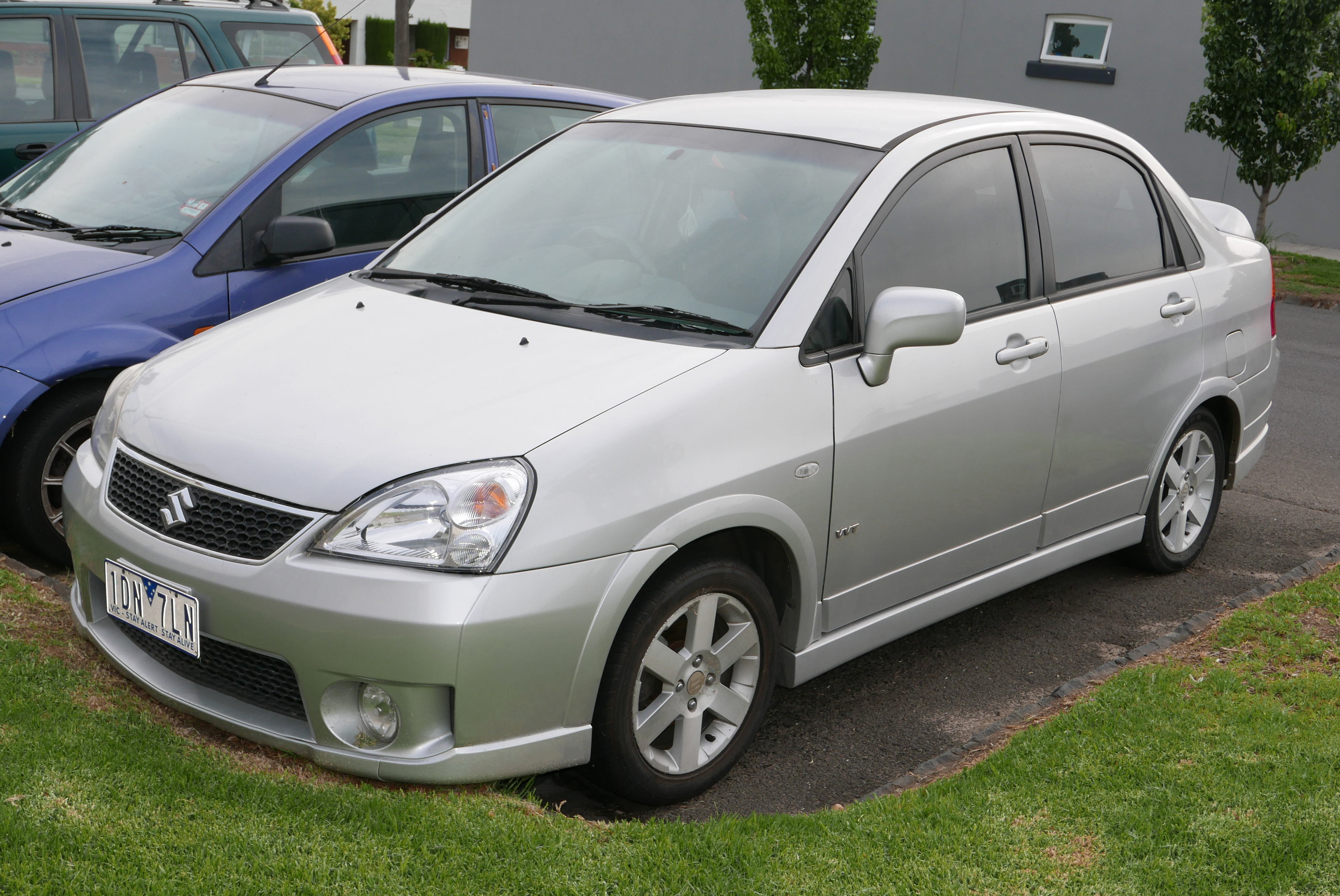
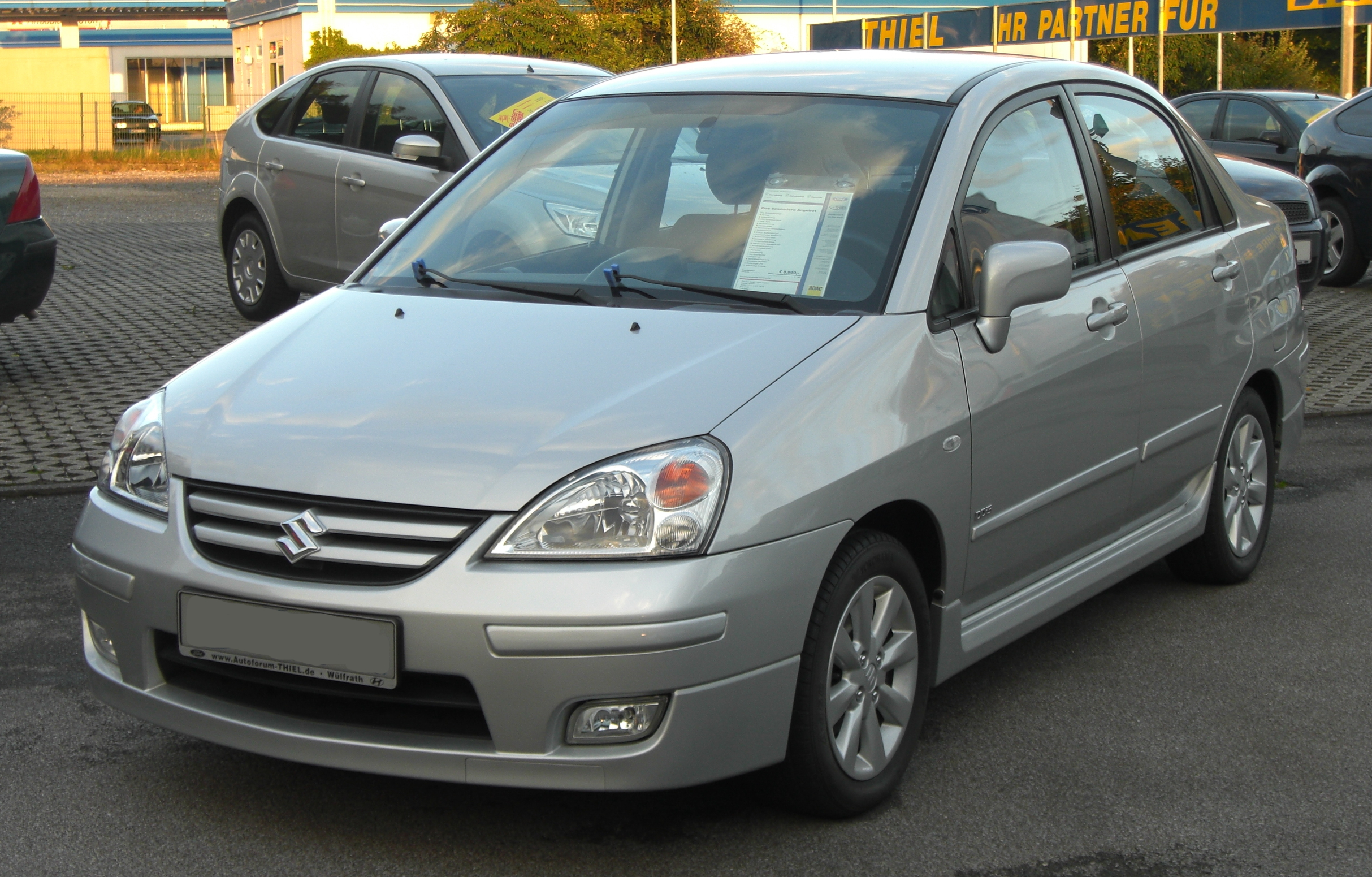
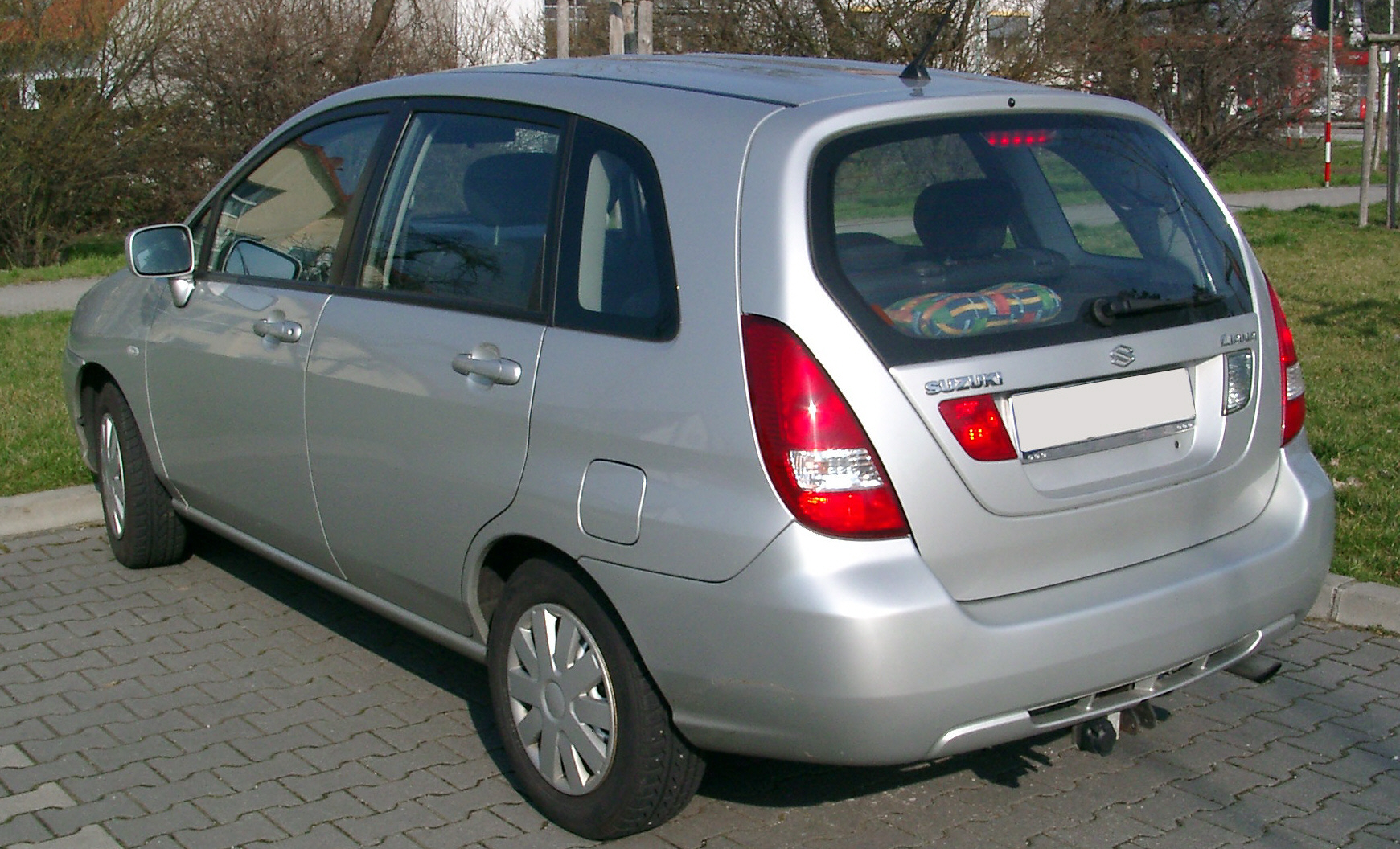